# Міхаляни
Міхаляни (словац. Michaľany) — село в окрузі Требішов Кошицького краю Словаччини. Площа села 8,15 км². Станом на 31 грудня 2016 року в селі проживало 1912 жителів.
Пролязає залізниця, зупинка «Міхаляни».

## Історія
Перші згадки про село датуються 1273 роком.

## Населення
| Рік:            | 1994. | 2004.   | 2014.    | 2024.    |
| --------------- | ----- | ------- | -------- | -------- |
| Кількість осіб: | 1721  | 1755    | 1946     | 1735     |
| Різниця:        |       | +1,97 % | +10,88 % | -10,84 % |

| Рік:            | 2023. | 2024.   |
| --------------- | ----- | ------- |
| Кількість осіб: | 1743  | 1735    |
| Різниця:        |       | -0,45 % |